# División de Honor de la Liga Nacional de Béisbol 2014
La División de Honor de la Liga Nacional de Béisbol 2014 fue la edición número 71 de la División de Honor de la Liga Nacional de Béisbol, máxima categoría de la Liga Nacional de Béisbol.

## Clasificación
| Pos. | Equipo              | PJ | PG | PP | AVG | GB |
| ---- | ------------------- | -- | -- | -- | --- | -- |
| 1    | Tenerife Marlins PC | 32 | 26 | 6  | 813 | 0  |
| 2    | CBS Sant Boi        | 32 | 23 | 9  | 719 | 3  |
| 3    | Astros Valencia     | 32 | 21 | 11 | 656 | 5  |
| 4    | CB Barcelona        | 32 | 20 | 12 | 625 | 6  |
| 5    | San Inazio Bilbao   | 32 | 18 | 14 | 563 | 8  |
| 6    | CB Viladecans       | 32 | 15 | 17 | 469 | 11 |
| 7    | Beisbol Navarra     | 32 | 14 | 18 | 438 | 12 |
| 8    | CD Pamplona         | 32 | 7  | 25 | 219 | 19 |